# دونالد توماس (لاعب كرة قدم أمريكية)
دونالد توماس (بالإنجليزية: Donald Thomas)‏ هو لاعب كرة قدم أمريكية أمريكي، ولد في 25 سبتمبر 1985 في نيو هيفن في الولايات المتحدة.

## وصلات خارجية
- دونالد توماس على موقع مرجع كرة القدم المحترفة.كوم (الإنجليزية)